# Matt Hughes
Matthew Allen Hughes (* 13. Oktober 1973 in Hillsboro, Illinois) ist ein US-amerikanischer Mixed-Martial-Arts-Kämpfer. Er ist Mitglied der UFC Hall of Fame und ehemaliger zweimaliger Weltergewicht-Champion der Ultimate Fighting Championship. Hughes hält die Rekorde in der UFC für die meisten Kämpfe in der UFC, die meisten Siege in der UFC und die meisten Titelverteidigungen des UFC-Welterweight-Championship-Gürtels mit sieben Titelverteidigungen.

## Kampfsportkarriere
Hughes war während seiner Schulzeit Ringer. Im Januar 1998 hatte er dann sein MMA-Wettkampfdebüt. Bis 2001 war er vorwiegend beim Veranstalter Extreme Challenge tätig, daneben immer wieder auch in anderen Ligen, zum Beispiel in der Ultimate Fighting Championship, zu der Hughes im November 2001 dauerhaft wechselte.
Nach seinem Weltergewichts-Titelgewinn an der UFC 34 gegen Carlos Newton konnte er den Gürtel nacheinander gegen Hayato Sakurai, Carlos Newton, Gil Castillo, Sean Sherk und Frank Trigg verteidigen, bis er ihn an der UFC 46 im Januar 2004 an B.J. Penn abtreten musste. Nach einem Sieg über Renato Verissimo trat Hughes im Oktober gegen den neuen Champion Georges St. Pierre an, und holte sich den Titel zurück. Er konnte ihn gegen Trigg und Penn verteidigen, bei der erneuten Begegnung mit St. Pierre im November 2006 wurde er aber per TKO bezwungen.
Matt Hughes war Coach in den Staffeln zwei und sechs der Reality-TV-Serie The Ultimate Fighter.